# Ротация на Гивънс
В линейната алгебра ротацията на Гивънс е ротация в равнина, зададена с две координатни оси. Ротацията на Гивънс е въведена като операция в линейната алгебра от Уолъс Гивънс (Wallace Givens) през 1950 г.

## Матрично представяне
Ротацията на Гивънс се представя с матрица от следния вид
{\displaystyle G(i,j,\theta )={\begin{bmatrix}1&\cdots &0&\cdots &0&\cdots &0\\\vdots &\ddots &\vdots &&\vdots &&\vdots \\0&\cdots &c&\cdots &-s&\cdots &0\\\vdots &&\vdots &\ddots &\vdots &&\vdots \\0&\cdots &s&\cdots &c&\cdots &0\\\vdots &&\vdots &&\vdots &\ddots &\vdots \\0&\cdots &0&\cdots &0&\cdots &1\end{bmatrix}},}
където c = cos θ and s = sin θ са позиционирани съответно в i-тият и j-ти редове и колони на матрицата. Така различните от нула елементи g на матрицата на Гивънс се дават както следва:
{\displaystyle {\begin{aligned}g_{k\,k}&{}=1\qquad {\text{за}}\ k\neq i,\,j\\g_{i\,i}&{}=c\\g_{j\,j}&{}=c\\g_{j\,i}&{}=-s\\g_{i\,j}&{}=s\qquad {\text{за}}\ i>j.\end{aligned}}} (за j > i s трябва да бъде с обратен знак)
Умножаването на вектор по матрицата на Гивънс G(i, j, θ)x има като резултат ротацията на вектора x в координатната равнина (i, j) на ъгъл  θ радиана.
Основното приложение на матрицата на Гивънс в линейната алгебра е получаването на нулеви стойности на елементи на зададен вектор или матрица. Пример за линейна трансформация, която може да се извърши чрез ротации на Гивънс е QR декомпозицията на матрици. Предимство на ротациите на Гивънс пред трансформацията на Хаусхолдер (която също може да се използва за тази декомпозиция) е възможността за паралелно изпълнение на ротациите, а също и намаляването на броя на операциите при „разредени“ матрици (т.е. с голям брой елементи с нулеви стойности).